# William Lloyd Garrison
William Lloyd Garrison   (Newburyport, 10 de desembre de 1805 - Nova York, 24 de maig de 1879) va ser un prominent abolicionista, periodista i reformador social nord-americà. És més conegut per ser l'editor del periòdic abolicionista radical The Liberator, i com a cofundador de la Societat Antiesclavista Estatunidenca, juntament amb Arthur Tappan.

## Primers anys
Garrison va néixer a Newburyport, Massachusetts, fill d'immigrants oriünds de la província canadenca de Nova Brunswick.
Sota el Seamans Protection act, Abijah Garrison, un pilot i contramestre de la marina mercant, havia obtingut la documentació nord-americana, mudant-se amb la seva família a Newburyport, el 1805. Amb l'impacte de l'Acte d'Embargament Congregacional de 1807 en matèria de navilis comercials, el pare de Garrison va quedar aturat i va deixar la seva esposa i fills el 1808. La mare de Garrison, Frances Maria Lloyd, morta el 1823, ha estat descrita pel seu alt port i elegància, i per les seves fortes conviccions religioses. A la seva petició, Garrison va ser reconegut pel seu segon cognom, Lloyd.
El jove Lloyd Garrison venia melassa casolana i repartia fusta per sustentar la família. El 1818, amb tretze anys, Garrison va començar a treballar com a tipògraf pel Newburyport Herald. Aviat començaria redactant articles, sovint sota el pseudònim d'Aristides, prenent el nom d'un diplomàtic i general atenès conegut com el Just. Després de culminar amb el seu aprenentatge, ell i un editor principiant anomenat Isaac Knapp van comprar el seu propi periòdic, Free Press, que no va trigar a cancel·lar les seves edicions. Un dels seus contribuents regulars era el poeta i abolicionista John Greenleaf Whittier. En aquest prematur treball com a escriptor d'un diari local d'un poble de singular grandària, Garrison adquiria els dots que empraria més endavant com a autor, conferenciant i periodista a nivell nacional.
Cap a 1828, va ser nomenat editor del National Philanthropist de Boston, Massachusetts, el primer periòdic nord-americà a promoure un moviment d'abstenció legal en qüestions d'esclavitud.

## Trajectòria com a reformador
A l'edat de 25 anys, Garrison es va adherir al moviment abolicionista. Per un breu lapse, es va associar amb la Societat Nord-americana de Colonització, un organisme que considerava que els negres lliberts havien d'emigrar cap a un territori sobre la costa oest d'Àfrica. Encara que alguns membres de la societat van incentivar el dret a la llibertat de molts esclaus, la majoria veia el trasllat com un mitjà per a reduir el nombre de negres lliures als Estats Units, afavorint per tant la institució de l'esclavitud. Proper a 1830, Garrison havia rebutjat els programes de l'organització de la qual formava part, optant per obrir-se i buscar la justícia d'una altra forma.

### Idea d'emancipació universal
Garrison aviat es va veure involucrat en la lluita contra el sistema, escrivint amb tals expectatives, per després ser coeditor al costat de Benjamin Lundy de Genius of Universal Emancipation, un periòdic que es publicava a Baltimore, Maryland. La seva experiència com a impressor i editor el va portar a modernitzar el format del paper i separar-se de Lundy per passar més temps viatjant com un conferenciant antiesclavista.
Garrison, inicialment, va compartir la visió gradual de Lundy, però mentre treballava per al Genius, es va convèncer de la necessitat de reclamar una completa i immediata emancipació. Lundy i Garrison continuarien unint esforços sobre el periòdic malgrat les seves discrepàncies, i acordant simplement signar les seves edicions per indicar qui les havia escrites.
Una de les característiques regulars que Garrison va introduir durant la seva participació en el Genius va ser "La llista negra", una columna destinada a la impressió de curts reportatges sobre "les barbaritats de l'esclavitud, segrests, assots, homicidis." Una de les files de la "Llista negra" de Garrison, reportava que un negociant de la seva ciutat natal, Newburyport, un tal Francis Todd, es trobava involucrat en el tràfic d'esclaus, i que recentment els havia desplaçats des de Baltimore fins a Nova Orleans, en el seu vaixell Francis.
Todd va presentar una demanda en contra de Garrison i Lundy, fent-ho a Maryland amb la finalitat d'assegurar el suport de les corts promotores del "sistema". L'estat de Maryland també va registrar càrrecs criminals sobre Garrison, trobant-lo culpable i ordenant-li pagar 50 dòlars més despeses judicials; les acusacions contra Lundy van ser cancel·lades sota el pretext que el coautor del periòdic es trobava de viatge quan aparegué la polèmica publicació del seu company.
Garrison no va poder pagar la multa i va ser sentenciat a sis mesos de presó, però absolt set setmanes més tard quan un filantrop abolicionista, Arthur Tappan, va pagar la fiança.
Amb això, William abandonaria Baltimore després de separar béns amb Ludy.

### The Liberator

Primer exemplar del periòdic garrisonià de The Liberator

El 1831, Garrison tornava a Nova Anglaterra per fundar un periòdic setmanal antiesclavista pel seu propi compte, The Liberator. Com a resultat dels seus articles, s'iniciaria una guerra de trenta anys que acabaria amb la supressió de la segregació racial justificada. En la seva primera línia, Garrison sostenia:
| « | Estic al cas que molts presenten objeccions per la severitat del meu llenguatge; però no existeix un motiu per a tal severitat? Seré tan dur com la veritat, i tan descompromès com la justícia. En aquest aspecte, no desitjo pensar, o parlar, o escriure amb moderació. No! No! Demaneu-li a un home la casa del qual està en flames que presenti una alarma moderada; demaneu-li que rescati moderadament la seva esposa de les mans del violador; demaneu-li a la mare que separi gradualment el seu bebè del foc en el qual ha caigut; però no em pressioneu per emprar la moderació en una causa com la present. Sóc seriós. No m'equivocaré. No em disculparé. No retrocediré ni un sol pas I SERÉ ESCOLTAT. L'apatia de la gent és suficient per a fer que cada estàtua surti del seu pedestal, i per a apressar la resurrecció de la seva mort. | » |
| — William Lloyd Garrison, "To the Public", de l'Editorial Inaugural de l'1 de gener del 1831 The Liberator | |   |

La circulació inicial del Liberator va ser relativament limitada; hi havia menys de 400 subscripcions durant el seu segon any. No obstant això, la publicació va obtenir més subscriptors i influència durant les següents tres dècades, fins que el final de la Guerra Civil i l'abolició definitiva, a nivell nacional, de l'esclavitud, proclamada per la Desena tercera Esmena a la Constitució dels Estats Units fes efecte. Garrison publicaria l'últim article (número 1.820) el 29 de desembre de 1865, exposant en el seu "Valedictory" column Arxivat 2006-02-18 a Wayback Machine.,
| «                                                                                                  | Començant la meva trajectòria com a editor amb tan sols vint anys, l'he seguida contínuament fins als meus seixanta-un anys -en connexió amb The Free Press, de Newburyport, en la primavera de 1826; després, amb The National Philanthropist, a Boston, el 1827; més tard, amb The Journal of the Times, a Bennington, Vt., entre 1828-9; després, amb The Genius of Universal Emancipation, a Baltimore, durant 1829-30; i, finalment, amb el Liberator, a Boston, des del 1r de gener de 1831 fins al 1r de gener de 1866-; en el començament, probablement el membre més jove de la fraternitat editorial arreu, avui, potser, el més vell, no en anys, sinó en servei continuat- si no és que el senyor Bryant, del New York Evening Post, en sigui l'excepció- ... El motiu pel qual el Liberator va ser creat -l'exterminació de la tinença d'esclaus- sent ja gloriosament consumada, em sembla a mi especialment apropiat deixar que la seva existència cobreixi el període històric de la gran lluita; deixant el que encara resta per fer, això és, completar la tasca d'emancipació amb altres instrumentalitats (de la qual espero aprofitar-me'n jo mateix), sota nous auspicis, amb mitjans més abundants, i amb milions en comptes de centenars d'aliats. | » |
| — William Lloyd Garrison, "Valedictory: The Last Number of The Liberator", 29 de desembre de 1865. | |   |

### Organitzacions i controvèrsies
El 1832, Garrison va fundar la Societat Antiesclavista de Nova Anglaterra, i un any després, ho faria amb la Societat Antiesclavista Nord-americana. Prop de 1833, Garrison va visitar el Regne Unit i va assistir al moviment abolicionista d'aquest país. Sostenia que la "Societat" no havia d'adherir-se a cap partit polític, i que les dones no podien ser privades de la participació en activitats socials.
Influenciat per la ideologia de Susan Anthony, Elizabeth Cady Stanton, Lucretia Mott, Lucy Stone i altres feministes que es van unir a la causa, Garrison persistiria en el seu objectiu.
Aquestes posicions eren vistes com a controvertides per la majoria dels membres de la "Societat", ocasionant una sèrie de disputes. Per 1839, dos germans, Arthur i Lewis Tappan, es van distanciar i van formar una organització rival, la Societat Antiesclavista Nord-americana i Estrangera, que no admetia cap dona. Un segment del club també es va separar i es va aliar amb el recentment fundat Partit de la Llibertat, una agrupació política que va anunciar James G. Birney com el seu candidat presidencial.
Cap a la fi de 1840, Garrison va proclamar la formació de la nova i tercera organització, els Amics de la Reforma Universal, amb patrocinadors i membres fundacionals, incloent-hi els prominents reformadors Maria Chapman, Abby Kelley Foster, Oliver Johnson, i Bronson Alcott (pare de Louisa May Alcott).
Mentrestant, el 4 de setembre de 1834, Garrison contreia matrimoni amb Helen Eliza Benson (1811-1876), la filla d'un comerciant abolicionista jubilat. La parella va tenir cinc nens i dues nenes, i es morí un de cada sexe a molt primerenca edat.
El 1853, Garrison va al·ludir al reverend John Rankin d'Ohio com el primer impuls que va rebre per a l'inici de la seva labor, anomenant-lo el seu pare abolicionista i dient que el seu "...llibre sobre l'esclavitud va ser la causa del meu ingrés en el conflicte."
El periodista va gravar el seu nom com un dels oponents més radicals de l'esclavitud a Amèrica.
El seu acostament a l'emancipació emfasitzava la "no-violència" i la resistència passiva, amb la qual cosa va aconseguir una gran quantitat d'adeptes. Mentre alguns altres abolicionistes de l'època recolzaven l'emancipació gradual, Garrison apel·lava a la "emancipació completa i immediata de tots els esclaus".
Garrison i The Liberator van rebre la col·laboració de la Societat Antiesclavista Femenina de Boston, que concertava trobades, patrocinava conferències, i ajudava a enfortir el treball en xarxa del seminari feminista per tot el nord-est.
Quan un individu que havia assistit a alguns dels discursos de Garrison va objectar que l'esclavitud estava avalada per la Constitució dels Estats Units, aquell va respondre que si això fos cert, llavors tal document havia de ser cremat. Garrison va mantenir una història molt propera amb Frederick Douglass, però les seves diferències sobre temes constitucionals van provocar el seu eventual distanciament. Lloyd sostenia que era un "conveni amb la mort i un acord amb l'infern". Douglass, per la seva banda, havia compartit al principi moltes de les visions radicals del seu col·lega, però més tard es va convèncer, per les discussions de Lysander Spooner i Gerrit Smith, que la Constitució advocava per l'emancipació, al mateix temps que Garrison havia incinerat còpies d'aquesta públicament, anomenant-la el document protoesclavista. Els dos homes anirien cadascun pel seu costat i no es reconciliarien fins a finals de la dècada de 1870.
Les constants xerrades de Garrison en contra del maltractament i l'apropiació d'esclaus, el van posar en perill en reiterades ocasions. A més del seu empresonament a Baltimore, el govern de l'estat de Geòrgia havia ofert 5.000 dòlars pel seu arrest, i era receptor d'abundants amenaces de mort.
Un dels fets més controvertits en la preguerra bostoniana va resultar d'una conferència de la Societat Antiesclavista. Al final de 1835, aquest òrgan social havia convidat George Thompson, un feroç abolicionista britànic, a unir-se-li. Quan Thompson no va poder assistir, Garrison va acordar prendre el seu lloc. Una multitud de delinqüents havia mostrat les dents a la recerca de l'absent. L'alcalde i la policia van persuadir els membres antiesclavistes femenins de Boston d'abandonar el lloc. La batussa, no obstant això, va seguir Garrison pels carrers de la ciutat, i fou rescatat just a temps i tancat a la presó de Leverett Street abans de deixar la metròpoli per diverses setmanes.

### Ideologia i circumstàncies
La Guerra Civil va suposar un canvi transcendental en la història dels Estats Units. Garrison, que era fidel a la idea de la nació com la voluntat de les seves parts constituents, això és, dels seus ciutadans, no va poder menys que influenciar el poble en la causa liberal per la qual havia lluitat des dels seus començaments com a editor.
La seva major comesa sempre havia estat garantir la llibertat i igualtat de drets entre blancs i negres, contribuir a la pau i a la col·laboració social d'un poble que vivia el seu primer segle com a país independent i al qual li faltaven moltes coses per posar en pràctica, una de les quals era brindar-li credibilitat a la carta constitucional que Garrison havia convidat a destruir per motius que, al seu semblar, no comprenien tots els éssers humans per igual.
Havent adoptat el model de Benjamin Franklin i fent valdre la seva inclinació cap al liberalisme, William va participar en nombrosos discursos polítics i socials, reunint-se amb persones de gran calibre com el ja esmentat abolicionista afroamericà Frederick Douglass i el mateix president Lincoln, amb qui va compartir una visita a la ciutat de Charleston el 1865, i de la qual ens arriben algunes de les seves paraules:
| « | Per més d'un any he estat fugitiu en el Sud arran dels vostres propòsits, i un gran preu va ser posat pel meu cap, simplement perquè vaig procurar recordar-vos els vincles que us uneixen en el deure. Vaig enfrontar-me fidelment a l'oposició més feroç, i sota les circumstàncies més depressives, per fer de la vostra causa la meva, i de la meva dona i fills els vostres, subjectes a la mateixa atrocitat i degradació; jo mateix sobre l'edifici de la subhasta vaig ser venut al millor postor. | » |

### Després de l'abolició
Una vegada abolida l'esclavitud als Estats Units, Garrison va continuar treballant en altres moviments de reforma, especialment sobre el dret al sufragi de la dona.
Va concloure amb l'edició de The Liberator a finals de 1865, i al maig d'aquest any, va anunciar que rescindiria el seu càrrec com a president de la Societat Antiesclavista Nord-americana, proposant una resolució per declarar la victòria en la batalla contra l'esclavitud i dissoldre la "Societat".
Tal demanda va donar lloc a oportuns debats per part de la crítica --liderada pel seu vell aliat Wendell Phillips--, que opinava que la missió de la SAE no conclouria fins que els negres meridionals obtinguessin igualtat civil i política.
Si bé Garrison va estar parcialment d'acord amb Phillips, també sostenia que la tasca fonamental de la SAE havia acabat, i que noves organitzacions i lideratges havien de dur a terme tals propòsits d'equitat social.
Amb els seus aliats separats, va ser incapaç d'aconseguir el suport que requeria per a aprovar la seva resolució, i el moviment va ser derrotat per 118 a 48 escons.
Garrison va persistir en la seva posició, negant una oferta per continuar com a president, i deixant Wendell Phillips com el seu successor. Més tard diria: "La meva vocació, com un abolicionista, gràcies a Déu, ha acabat."
En el seu retorn a Boston, li va comentar a la seva esposa resignadament: "Així és. Considero la gran cosa com a ridícula." Es va apartar de forma definitiva de la SAE, que va continuar operant per cinc anys més, fins a la ratificació de la Desena cinquena Esmena a la Constitució dels Estats Units. D'acord amb Henry Mayer, Garrison va ser ferit pel rebuig, i es va mantenir afligit durant anys: "Cada vegada que arribava el moment, sempre se les arreglava per dir-li a algú que ell no aniria a la propera trobada de la SAE [594]."
Després de la seva renúncia com a president i en acabar amb The Liberator, Garrison va continuar participant en debats públics per promoure reformes socials, destinant especial atenció a la causa feminista i de drets civils per als negres.
Durant la dècada de 1870, va realitzar incursions, va contribuir amb columnes per a la Reconstrucció i els drets humans en L'Independent; i en el Boston Journal, va acceptar un lloc com a editor associat i contribuent amb el Woman's Journal.
Va participar així mateix en l'Associació Nord-americana del Sufragi de la Dona, amb les seves antigues aliades Abby Kelly i Lucy Stone. Mentre col·laborava amb l'AESM el 1873, finalment va llimar les seves asprors amb Frederick Douglass i Wendell Phillips, reunint-se amb ells en la plataforma de la institució, organitzada per Kelly i Stone en el centèsim aniversari del Boston Tea Party. Quan Charles Sumner va morir el 1874, alguns republicans van proposar Garrison com un possible candidat al senat, proposta que ell mateix declinaria.
Garrison va passar més temps en companyia de la seva família, escrivint cartes setmanals als seus fills i preocupant-se per la seva cada vegada més malalta dona, que havia sofert una petita embòlia el 30 de desembre de 1863 i es trobava enclaustrada a la seva casa, morint el 25 de gener de 1876 a conseqüència d'una pneumònia.
Un funeral es va celebrar a casa dels Garrison, però William, sota una dolorosa pena i confinat al seu dormitori amb febre i bronquitis, no va poder formar part de l'esdeveniment.
Wendell Phillips va donar una xerrada i molts dels excompanys abolicionistes de Garrison el van acompanyar en el sentiment i li van donar el seu condol.
William va poder recuperar-se substancialment de la pèrdua, i va començar a assistint a cercles espiritualistes amb la vana esperança de comunicar-se amb la seva difunta esposa.
El 1877 aniria per última vegada a Anglaterra, on va visitar George Thompson i altres amics del moviment abolicionista britànic (Mayer, 622).
Garrison, que patia d'una infecció en els ronyons, va seguir afeblint-se al llarg d'abril de 1879, i es va traslladar amb la família de la seva filla Fanny a Nova York. A la fi de maig, la seva condició anava a pitjor, i els seus cinc fills li van haver d'assistir en tot moment. Fanny li va preguntar si li agradaria cantar alguns himnes, i a pesar que Garrison no es trobava capacitat, la seva família va compondre molts dels temes que eren de la seva devoció. Garrison va perdre la consciència, i va morir poc abans de la mitjanit del 24 de maig de 1879.
Va ser sepultat en el Forest Hills Cemetery a Jamaica Plain, Massachusetts, quatre dies després, després d'una cerimònia pública en la seva memòria, amb elogis de Theodore Dwight Weld i Wendell Phillips.
Vuit amics abolicionistes, tant blancs com negres, es van oferir com a portadors del fèretre. Les banderes van ser elevades a mitja asta en tot Boston.
Frederick Douglass, llavors Marshal dels EUA, va emetre una oració memorial en una església de Washington, D. de C., parlant de Garrison com "la glòria que va fer que es mantingués solament amb la veritat, i tranquil·lament n'esperà el resultat".

## El llegat familiar

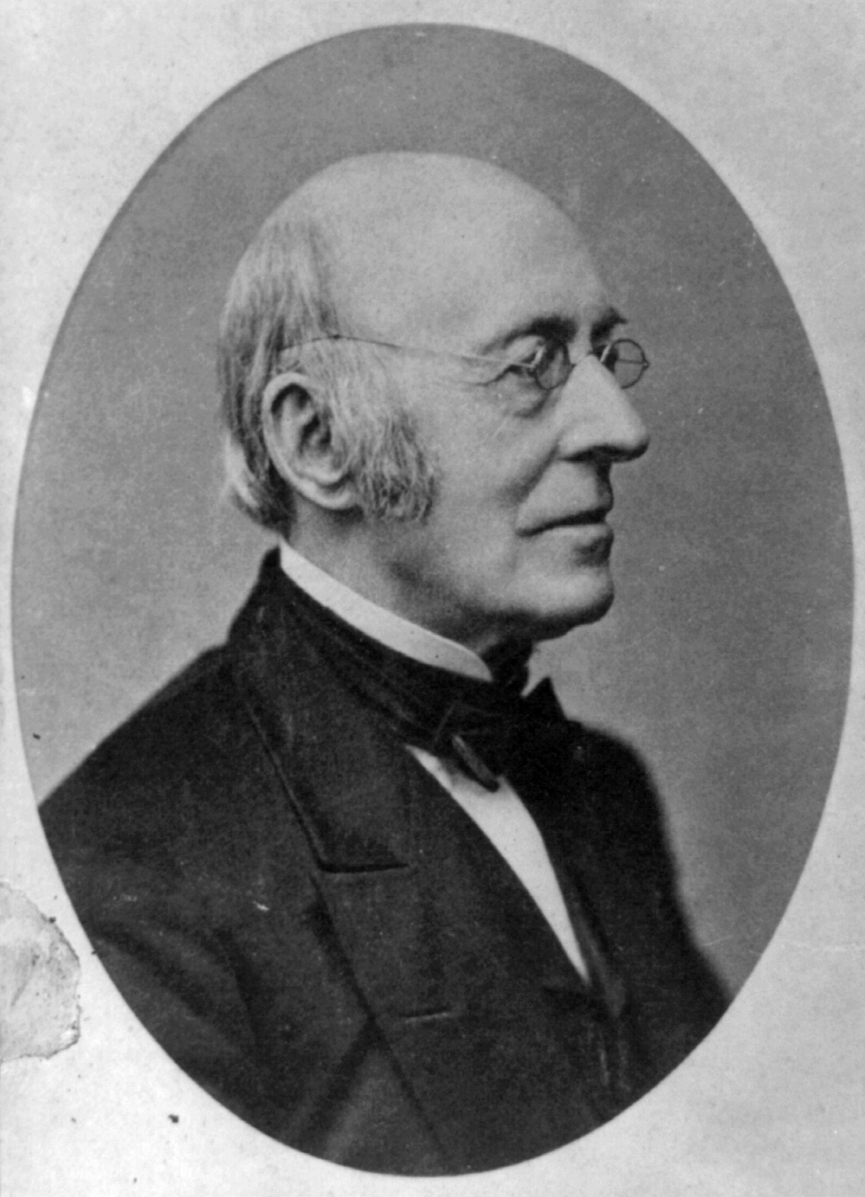
Fotografia de Garrison

El fill de Garrison, també anomenat William Lloyd Garrison (1838-1909), va ser un eminent defensor dels aranzels fixos, el lliure comerç, el sufragi femení, i de la revocació de l'Acta d'Exclusió de la Xina. Un segon fill, Wendell Phillips Garrison (1840-1907), va ser un editor literari del New York Nation des de 1865 fins a 1906. Altres dos fills (George Thompson Garrison i Francis Jackson Garrison, el seu biògraf) i una filla (Helen Frances Garrison), també li van sobreviure.
Commemorant l'aniversari número 200 de Garrison, al desembre de 2005, els seus descendents es van ajuntar a Boston per a la primera reunió familiar en gairebé un segle. Hi van discutir el llegat i l'impacte del seu més notable antecessor.